# Han Duck-soo
Han Duck-soo (em coreano 한덕수, Jeonju, 18 de junho de 1949) é um diplomata, economista e político sul-coreano que atuou como presidente interino da Coreia do Sul de 2024 a 2025 e como primeiro-ministro entre 2022 e 2025. É a quinta pessoa a ocupar o cargo de primeiro-ministro por duas ocasiões, tendo servido anteriormente entre 2007 e 2008, durante o mandato do presidente Roh Moo-hyun. Ao longo de sua carreira, desempenhou diversos cargos de relevância, incluindo o de ministro da Economia e Finanças (2005–2006) e embaixador da Coreia do Sul nos Estados Unidos (2009–2012). Entre 2012 e 2015, foi presidente da Associação de Comércio Internacional da Coreia (한국무역협회).
Em 27 de dezembro de 2024,  foi alvo de uma moção de impeachment pela Assembleia Nacional, motivada por sua recusa em promulgar duas leis de procuradores especiais destinadas a investigar o presidente afastado Yoon Suk-yeol e sua esposa, Kim Keon-hee. Além disso, ele não nomeou três candidatos indicados pela Assembleia Nacional para o Tribunal Constitucional da Coreia. Sua destituição resultou no fim de suas funções como presidente interino e na suspensão de seus poderes como primeiro-ministro, com ambas as responsabilidades sendo transferidas para Choi Sang-mok. No entanto, em 24 de março de 2025, o Tribunal Constitucional rejeitou o impeachment, reintegrando Han como presidente interino e primeiro-ministro.

## Biografia
Nascido em Jeonju, Coreia do Sul, em 18 de junho de 1949, filho de Han Byeong-ho e Jeonju Choi. É formado em economia pela Universidade Nacional de Seul em 1971 e obteve mestrado em 1979 e doutorado em 1984 pela Universidade de Harvard. Ele também serviu o Exército Sul-Coreano e foi dispensado como sargento.

## Carreira política
Iniciou sua carreira no Serviço Nacional de Impostos em 1970, ingressou no Conselho de Planejamento Econômico em 1974 e, em 1982, transferiu-se para o atual Ministério do Comércio, Indústria e Energia, onde atuou como vice-ministro de 1997 a 1998 durante a crise financeira asiática, posteriormente, foi ministro de Assuntos Comerciais de 1998 a 2000, liderando negociações internacionais, ocupou o cargo de ministro das Finanças em março de 2005, serviu brevemente como primeiro-ministro interino entre março e abril de 2006 e, após renunciar às Finanças em julho de 2006, tornou-se assessor presidencial para acordos de livre comércio.

### Primeiro-ministro (2007–2008)
Em 9 de março de 2007, Han foi designado primeiro-ministro pelo presidente Roh Moo-hyun, após a renúncia de Han Myeong-sook, com sua nomeação sendo aprovada pela Assembleia Nacional em 2 de abril de 2007. Ele deixou o cargo em 29 de fevereiro de 2008, com a posse de Lee Myung-bak como presidente, sendo sucedido por Han Seung-soo.

### Pós-primeiro-ministro (2009–2022)
Após seu mandato como primeiro-ministro, Han, conhecido por sua postura política centrista, foi nomeado embaixador da Coreia do Sul nos Estados Unidos em 2009 pelo presidente Lee Myung-bak. Durante o período, desempenhou um papel central na negociação do Acordo de Livre Comércio entre Coreia do Sul e Estados Unidos. Posteriormente, entre 2012 e 2015, exerceu a presidência da Associação de Comércio Internacional da Coreia.

### Primeiro-ministro (2022–presente)
Han atuou como professor nas universidades Hongik e Dankook antes de ser indicado para o cargo de primeiro-ministro pelo presidente eleito Yoon Suk-yeol em abril de 2022. Durante as audiências de confirmação, destacou a estabilização econômica como prioridade. Apesar do boicote do Partido Democrático e do Partido da Justiça, sua nomeação foi aprovada em maio, tornando-se o primeiro-ministro mais velho a assumir o cargo, aos 72 anos e 11 meses.
Em fevereiro de 2024, a introdução de um plano governamental para aumentar as admissões em faculdades de medicina gerou protestos de milhares de médicos, que alegaram que a medida prejudicaria a qualidade dos serviços. A greve resultou em atrasos significativos em cirurgias e tratamentos médicos, levando Han a implementar medidas emergenciais, como o uso da telemedicina, a ampliação das operações em hospitais públicos e a abertura de clínicas militares. Em 22 de fevereiro, anunciou a elevação do nível de alerta sanitário para "severo" durante uma reunião de gestão de desastres. Dias depois, o governo mobilizou médicos militares e comunitários para lidar com a crise.
Após a derrota de seu partido nas eleições legislativas, Han ofereceu sua renúncia em 10 de abril de 2024.
Em agosto de 2024, Han recomendou que o presidente Yoon Suk-yeol vetasse quatro projetos de lei patrocinados pela oposição, argumentando que violavam os direitos de nomeação presidencial garantidos pela Constituição. No mesmo mês, em resposta à crise médica prolongada, anunciou a extensão do período de inscrição para programas de médicos residentes, após apenas 104 candidatos (1,4% das vagas disponíveis) terem se inscrito. Han também informou que um plano abrangente de reformas no setor de saúde e um plano de investimento de cinco anos seriam divulgados até o final do mês.
Em dezembro de 2024, Han foi afastado pelo presidente Yoon durante a declaração de lei marcial, pela qual se desculpou, afirmando que sempre havia se oposto à medida. Posteriormente, foi considerado suspeito pela polícia na investigação sobre a lei marcial e interrogado. Após a tentativa de impeachment de Yoon, Han e o líder do Partido do Poder Popular, Han Dong-hoon, propuseram um plano de compartilhamento interino da presidência, mas a proposta foi amplamente criticada e considerada inconstitucional.

### Presidente em exercício da Coreia do Sul (2024)
Han assumiu a presidência interina da Coreia do Sul em 14 de dezembro de 2024, após o impeachment do presidente Yoon Suk-yeol. Durante sua convocação pela polícia para depor na investigação sobre a declaração da lei marcial, o líder do Partido Democrático, Lee Jae-myung, declarou que o partido não buscaria o impeachment de Han naquele momento, visando evitar "confusão nos assuntos de Estado".
Como presidente interino, Han vetou seis projetos de lei aprovados pela Assembleia Nacional em 19 de dezembro, todos patrocinados pelo Partido Democrático. Entre os projetos vetados estavam emendas à Lei de Gestão de Grãos, que obrigariam o governo a adquirir excedentes de arroz para estabilizar os preços durante oscilações de mercado. Han justificou o veto com base em preocupações sobre os impactos econômicos da medida. Outros projetos incluíam uma proposta que exigia que empresas fornecessem dados solicitados por parlamentares, o que, segundo Han, violava os direitos constitucionais à privacidade.

### Impeachment
Em 24 de dezembro de 2024, o Partido Democrático anunciou que buscaria o impeachment de Han por não promulgar dois projetos de lei que estabeleciam investigações especiais sobre o presidente Yoon Suk-yeol e sua esposa, Kim Keon-hee, relacionados à declaração de lei marcial e a acusações de corrupção. A moção foi protocolada em 26 de dezembro, após Han solicitar à Assembleia Nacional um consenso sobre três nomeações para o Tribunal Constitucional da Coreia, com a votação em plenário marcada para 27 de dezembro. Antes da votação, o presidente da Assembleia, Woo Won-shik, determinou que Han poderia ser destituído por maioria simples, devido ao seu status de ministro de Estado, o que resultou em sua destituição por 192 votos. Han foi sucedido como presidente e primeiro-ministro interino por Choi Sang-mok.
De acordo com o Ato nº 4017 do Tribunal Constitucional de 1988, a corte deve tomar uma decisão final dentro de 180 dias após receber um caso de impeachment, caso o réu já tenha deixado o cargo antes da decisão final, o caso é arquivado. O julgamento de Han começou em 19 de fevereiro de 2025, com sua presença. Ele negou ter conhecimento prévio dos planos de Yoon para declarar lei marcial e afirmou que tentou dissuadi-lo. Han também pediu desculpas à população pela crise política em curso e apelou para que o país tomasse uma "decisão sábia" em busca de uma "era de racionalidade". Além disso, Han declarou que a aprovação dos projetos de investigação especial contra Yoon e sua esposa teria "violado fundamentalmente os princípios de governança constitucional".
Em 14 de fevereiro de 2025, o Tribunal Constitucional ordenou que Han testemunhasse no processo de impeachment de Yoon, em uma audiência realizada em 20 de fevereiro. Durante seu depoimento, Han afirmou que membros do gabinete de Yoon estavam preocupados com os planos de declarar lei marcial e tentaram dissuadi-lo. Ele negou as alegações do ministro da Defesa, Kim Yong-hyun, de que alguns ministros apoiavam a medida. Han também declarou que a declaração de lei marcial não seguiu os procedimentos constitucionais e legais e questionou a legitimidade da reunião de gabinete de 3 de dezembro de 2024, na qual Yoon anunciou seus planos.
Em 24 de março de 2025, o Tribunal Constitucional anulou o impeachment de Han, permitindo sua reintegração como presidente interino. Cinco juízes votaram pela rejeição do impeachment, dois votaram contra a moção e apenas um juiz votou a favor da destituição. O tribunal reconheceu que Han havia cometido violações constitucionais e legais ao adiar a nomeação de novos juízes para a corte, mas concluiu que isso não justificava sua remoção do cargo. Também foi determinado que o quórum necessário para o impeachment de Han era o mínimo de 151 votos de um total de 300 parlamentares, exigido para a destituição de um primeiro-ministro, e não os 200 votos necessários para a remoção de um presidente.

### Presidente em exercício da Coreia do Sul (2025–presente)
Em 24 de março de 2025, Han reassumiu o cargo de presidente interino da Coreia do Sul. Ele prometeu garantir a estabilidade do governo, proteger os interesses do país em meio à guerra comercial com os Estados Unidos e apelou por unidade nacional diante das consequências do impeachment de Yoon Suk-yeol.

## Vida pessoal
Han é casado com Choi Ah-young e não tem filhos.